# Сенченко, Григорий Иванович
Григо́рий Ива́нович Се́нченко (укр. Григо́рій Іва́нович Се́нченко; 23 января 1917, село Ротовка, Курская губерния — 2006) — украинский и советский учёный-генетик, селекционер, доктор сельскохозяйственных наук (1966), профессор (1969); заслуженный деятель науки Украинской ССР (1977), лауреат Государственной премии СССР (1967).

## Биография
В 1938 окончил Глуховский сельскохозяйственный институт (Сумская область).
Участник Великой Отечественной войны с ноября 1941. Командир отделения артиллерийского разведдивизиона 10-й армии Западного фронта (май-октябрь 1942), затем командир отделения 13-го отдельного разведдивизиона 2-го Белорусского фронта (октябрь 1942 — январь 1943) и командир отделения фронтовой гидрометстанции 2-го Белорусского фронта (январь 1943-ноябрь 1945).
С конца 1945 — научный сотрудник, заведующий отделом, с 1960 по 1987 — директор Всесоюзного научно-исследовательского института конопли (ранее лубяных культур). C 1988 там же — старший научный сотрудник.

## Научная деятельность
Автор 10 высокопродуктивных сортов (Южных поспевающих) конопли. На основе разработанной им методики отбора по прямым признакам на волокнистость выведены новые высоковолокнистые сорта конопли, в которых содержание волокна увеличилось с 13-15 до 25-30 %.
Изобретатель. Инициатор нового направления в селекции на снижение содержания каннабиноидных соединений. Группой учёных под руководством Г. И. Сенченко доказано, что содержание ТГК контролируется одним геном.
Основные работы по генетике и селекции конопли.

## Избранные труды
- Конопля (в соавт., 1978)
- Способ оценки растений конопли на содержание каннабиноидных соединений

## Награды
- орден Ленина (1971)
- орден Красной Звезды (1945)
- орден Трудового Красного Знамени (1966)
- орден Отечественной войны I степени
- орден Отечественной войны II степени (1985)
- медаль «За боевые заслуги»
- медали ССР
- Государственная премия СССР
- Почётная Грамота Президиума Верховного Совета УССР (1982).
- нагрудный знак «Отличный разведчик».

## Память
- Имя Г. И. Сенченко носит одна из улиц г. Глухова.